# OpenShift
OpenShift é um produto de software de computador da Red Hat para implantação e gerenciamento de softwares baseados em container. Ele é uma distribuição suportada do Kubernetes usando Docker e ferramentas DevOps para desenvolvimento acelerado de aplicações.

## Descrição
OpenShift Origin é o projeto comunitário upstream usado no OpenShift Online, OpenShift Dedicated e OpenShift Container Platform. Construído em torno de um núcleo do empacotamento de container do Docker e do gerenciamento de cluster de container do Kubernetes, o Origin é ampliado pela funcionalidade de gerenciamento de ciclo de vida de aplicações e ferramentas de DevOps. Ele fornece uma plataforma de container de aplicações. Todo o código fonte para o projeto Origin está disponível sob a Licença Apache (Versão 2.0) no GitHub.
OpenShift Online é o serviço de desenvolvimento e hospedagem de aplicações em nuvem pública da Red Hat.
O Online ofereceu a versão 2 do código fonte do projeto Origin, que também está disponível sob a Licença Apache Versão 2.0. Esta versão suportou uma variedade de linguagens, frameworks e bancos de dados por meio de "cartuchos" pré-construídos que rodam sob "engrenagens" de quotas de recursos. Os desenvolvedores podem adicionar outras linguagens, bancos de dados ou componentes por meio da API do OpenShift Cartridge. Ele tornou-se obsoleto em favor do OpenShift 3 e foi retirado em 30 de setembro de 2017 para os clientes não-pagantes e em 31 de de dezembro para clientes pagantes.
O OpenShift 3 é construído em torno do Kubernetes. Ele pode executar em qualquer container baseado em Docker, porém o OpenShift Online é limitado a executar containers que não requerem root.
OpenShift Dedicated é a oferda de cluster privado gerenciado da Red Hat, construído em torno de um núcleo de containers de aplicações alimentados pelo Docker, com orquestração e gerenciamento fornecido pelo Kubernetes, em uma fundação do Red Hat Enterprise Linux. Ele está disponível nos mercados do Amazon Web Services (AWS) e Google Cloud Platform (GCP).
OpenShift Container Platform (conhecido anteriormente como OpenShift Enterprise) é o produto de plataforma como serviço local privado da Red Hat, construído em torno de um núcleo de containers de aplicações alimentados pelo Docker, com orquestração e gerenciamento fornecidos pelo Kubernetes, sobre uma fundação do Red Hat Enterprise Linux.